# Jeillo Edwards
Jeillo Edwards (23 septembre 1942, Freetown - 2 juillet 2004, Londres) est une actrice sierra-léonaise. Jeillo Edwards est la première femme d'ascendance africaine à étudier le théâtre à la Guildhall School of Music and Drama de Londres. Elle est également l'une des premières actrices noires à intégrer une série dramatique télévisée britannique dans Dixon of Dock Green. Pendant plus de quatre décennies, elle participe comme comédienne à de multiples projets à la télévision, à la radio, sur scène et au cinéma britannique. 

## Biographie
Jeillo Angela Doris Edwards grandit à Freetown en Sierra Leone. Elle est issue d'une famille qui parle le krio et fréquente l'école Annie Walsh Memorial de la ville, la plus ancienne école de filles en Afrique subsaharienne. Dès l'âge de quatre ans, la jeune fille se produit sur scène en lisant des textes de la Bible dans son église. Ses parents ne sont pas enthousiastes quant à ses ambitions, mais la jeune femme ne se décourage pas. Elle participe à l'émission BBC World Service for Africa, diffusée au Royaume-Uni. Depuis près de quarante ans, la chaîne met en avant des œuvres du théâtre africain comme des nouvelles de Wole Soyinka, Gcina Mhlope, Ola Rotimi, Simon Gitandi, Dr Ochieng Odero ou Alem Mezgebe.
A la fin des années 1950, elle s'installe en Angleterre, où elle intègre la Guildhall School of Music and Drama. Comme la plupart des actrices et acteurs noirs, elle a du mal à trouver du travail, en dehors de rôles caricaturaux. La comédienne accepte cependant les rôles qui lui sont offerts de bonne grâce, faisant de son mieux avec peu de lignes, souvent mal écrites. Première femme noire à apparaître à la télévision britannique, elle devient notamment populaire à la suite de son apparition dans la série The Bill.
Jeillo Edwards participe à de nombreuses comédies télévisées britanniques, telles The League of Gentlemen, Absolutely Fabulous, Red Dwarf, Black Books, Spaced ou Little Britain.
En parallèle de sa carrière d'actrice, elle se consacre au quotidien de sa communauté, et s'investit au sein de groupes culturels de la Sierra Leone et de son église locale à Kennington au sud de Londres. Elle travaille comme directrice d'école et devient la propriétaire d'un restaurant appelé Auntie J's à Brixton. Célèbre cuisinière et vigneronne au gingembre, sa spécialité est un plat traditionnel d’Akara d’Afrique de l’Ouest, à base de haricots aux yeux noirs.
Au début des années 1970, elle épouse un Ghanéen, Edmund Clottey. Ensemble, ils ont une fille et deux fils. Jeillo Edwards décède à Londres à l'âge de 61 ans, souffrant de problèmes rénaux chroniques. 

## Filmographie

### Séries télévisées
- 1972 : Dixon of Dock Green : Mme Morgan (1 épisode, 1972)
- 1975 : Play for Today : Lucy (2 épisodes, 1975-1980)
- 1975 : Angels : Mrs. Jobo (2 épisodes, 1975-1980)
- 1976 : Center Play : une infirmière (2 épisodes, 1976-1977)
- 1978 : The Professionals : une jeune Antillaise (1 épisode, 1978)
- 1978 : Betzi : Sarah
- 1979 : Empire Road : Mary O'Fili (1 épisode, 1979)
- 1979 : Room Service : Mme McGregor
- 1982 : Love Is Old, Love Is New : Ward Maid
- 1983 : Maybury : Mme Galsworthy (1 épisode, 1983)
- 1985 : Hammer House of Mystery and Suspense : Landlady (1 épisode, 1985)
- 1987 : The Bill : Clarice Paine (5 épisodes, 1987-2000)
- 1987 : Elphida : une femme somalienne
- 1987 : Scoop : Mme Jackson
- 1988 : Rumpole of the Bailey : Lady Cashier (1 épisode, 1988)
- 1988 :  London's Burning : Mme Jones (1 épisode, 1988)
- 1989 : Sob Sisters : femme avec un chien (1 épisode, 1989)
- 1989 : Casualty : grand-mère (épisodes de 1989 à 1997)
- 1992 : Screen One : Mrs. Jessop (1 épisode, 1992)
- 1994 : Pat et Margaret : Tea Bar Lady
- 1994 : A Skirt Through History : Mary Prince (1 épisode, 1994)
- 1997 : Holding On : Tante Gaynor (épisodes, 1997)
- 1998 : A Rather English Marriage : la sœur
- 1998 : Babes in the Wood : une Nigérienne (1 épisode, 1998)
- 1998 : In Exile : la mère (1 episode, 1998)
- 1999 : Red Dwarf : deuxième contrôleuse de terrain (1 episode, 1999)
- 2000 : Black Books : la sage-femme (1 episode, 2000)
- 2000 : The Thing About Vince : Mrs. Cuffy (2 episodes, 2000)
- 2000 : The League of Gentlemen : Yvonne (1 episode, 2000)
- 2000 : Tough Love : une femme en colère
- 2001 : Absolutely Fabulous : Jeillo (1 episode, 2001)
- 2001 : Sam's Game : Mumma (1 episode, 2001)
- 2001 : Spaced : Tim's Benefit Clerk (1 episode, 2001)
- 2003 : Little Britain : une infirmière (1 épisode, 2003)
- 2003 : M.I.T.: Murder Investigation Team : Agnes Welsh (1 épisode, 2003)
- 2003 : Murder in Mind : Phyllis (1 épisode, 2003)

### Cinéma
- 1981 : Memoirs of a Survivor : une femme au kiosque à journaux
- 1993 : The Line, the Cross & the Curve : danseuse 'Eat the Music'
- 1996 : Beautiful Thing : Rose[6]
- 1997 : Paris, Brixton : la logeuse
- 2002 : Dirty Pretty Things : femme de ménage dans un hôpital
- 2002 : Anansi : tante Vera